# 索尼数字音频光盘
索尼数字音频光盘公司（英文：Sony Digital Audio Disc Corporation、Sony DADC）是一家CD、DVD、UMD和BD光碟的制造和销售商。
1983年5月2日，索尼DADC的第一家工厂在印第安纳州的特雷霍特成立，1984年9月生产第一张CD诞生，是布魯斯·斯普林斯汀的《出生在美国》。